# 2010 RF12
2010 RF12是由亚利桑那大学的卡特林那巡天系统在2010年9月5日发现的小型阿波罗型小行星。2010年9月8日协调世界时21:12，它在南极洲上空距离地球表面79,000 公里的地方（月球轨道以内）掠过地球。
NASA估计这颗小行星的直径约为7米，重量约为500吨。